# Sambo vid europeiska spelen 2019
Sambo vid europeiska spelen 2019 avgjordes mellan 22 och 23 juni 2019. Under tävlingarna delades det ut medaljer i 18 stycken grenar. Runt 144 idrottare deltog i tävlingarna.

## Medaljsummering
Herrar
| Gren     | Guld                         | Silver                   | Brons                                                 |
| 52 kg    | Tigran Kirakosyan (ARM)      | Aghasif Samadov (AZE)    | Andreij Kurbakov (RUS) · Givi Nadareishvili (GEO)     |
| 57 kg    | Vakhtangi Chidrashvili (GEO) | Sajan Chertek (RUS)      | Uladzislau Burdz (BLR) · Mehman Khalilov (AZE)        |
| 62 kg    | Ruslan Bagdasarian (RUS)     | Savvas Karakizidis (GRE) | Ivan Aniskevitj (BLR) · Genadi Chirgadze (GEO)        |
| 68 kg    | Aliaksandr Koksha (BLR)      | Mindia Liluashvili (GEO) | Nikita Kletskov (RUS) · Emil Hasanov (AZE)            |
| 74 kg    | Levan Nakhutsrishvili (GEO)  | Stanislav Skryabin (RUS) | Arsen Ghazaryan (ARM) · Stsiapan Papou (BLR)          |
| 82 kg    | Andrej Perepeljuk (RUS)      | Davit Grigoryan (ARM)    | Besarioni Berulava (GEO) · Tsimafei Yemelyanau (BLR)  |
| 90 kg    | Sergej Ryabov (RUS)          | Andreij Kazusionak (BLR) | Dmitrij Gerasimenko (SRB) · Paata Ghviniashvili (GEO) |
| 100 kg   | Daviti Loriashvili (GEO)     | Viktors Reško (LAT)      | Alsim Tjernoskulov (RUS) · Denis Tachii (MDA)         |
| + 100 kg | Beka Berdzenishvili (GEO)    | Jurij Rybak (BLR)        | Artem Osipenko (RUS) · Vladimir Gajić (SRB)           |

Damer
| Gren    | Guld                        | Silver                     | Brons                                               |
| 48 kg   | Jelena Bondareva (RUS)      | Anastasija Novikova (UKR)  | Anfisa Kapajeva (BLR) · Tsvetelina Tsvetanova (BUL) |
| 52 kg   | Diana Ryabova (RUS)         | Maryna Zharskaja (BLR)     | Irene Díaz (ESP) · Paulina Eshanu (MDA)             |
| 56 kg   | Tatjana Kazeniuk (RUS)      | Anastasija Archipava (BLR) | Laure Fournier (FRA) · Daniela Poroineanu (ROU)     |
| 60 kg   | Vera Harelikava (BLR)       | Sabina Artemciuc (MDA)     | Jana Kostenko (RUS) · Yaiza Jiménez (ESP)           |
| 64 kg   | Jekaterina Onoprienko (RUS) | Olena Sayko (UKR)          | Anda Valvoi (ROU) · Tatsiana Matsko (BLR)           |
| 68 kg   | Lucija Babić (CRO)          | Kateryna Moskalova (UKR)   | Marina Mochnatkina (RUS) · Volha Namazava (BLR)     |
| 72 kg   | Nino Odzelashvili (GEO)     | Anzhela Zhylinskaya (BLR)  | Galina Ambartsumian (RUS) · Natalija Smal (UKR)     |
| 80 kg   | Mariya Oryashkova (BUL)     | Zhanara Kusanova (RUS)     | Sviatlana Tsimashenka (BLR) · Halyna Kovalska (UKR) |
| + 80 kg | Anastasija Sapsai (UKR)     | Elene Kebadze (GEO)        | Anna Balasjova (RUS) · Alina Păunescu (ROU)         |

## Medaljtabell
| Pl.    | Nation       | Guld | Silver | Brons | Totalt |
| ------ | ------------ | ---- | ------ | ----- | ------ |
| 1      | Ryssland     | 7    | 3      | 8     | 18     |
| 2      | Georgien     | 4    | 3      | 4     | 11     |
| 3      | Vitryssland  | 3    | 4      | 8     | 15     |
| 4      | Ukraina      | 1    | 3      | 2     | 6      |
| 5      | Armenien     | 1    | 1      | 1     | 3      |
| 6      | Bulgarien    | 1    | 0      | 1     | 2      |
| 7      | Kroatien     | 1    | 0      | 0     | 1      |
| 8      | Azerbajdzjan | 0    | 1      | 2     | 3      |
| 8      | Moldavien    | 0    | 1      | 2     | 3      |
| 10     | Grekland     | 0    | 1      | 0     | 1      |
| 10     | Lettland     | 0    | 1      | 0     | 1      |
| 12     | Rumänien     | 0    | 0      | 3     | 3      |
| 13     | Serbien      | 0    | 0      | 2     | 2      |
| 13     | Spanien      | 0    | 0      | 2     | 2      |
| 12     | Frankrike    | 0    | 0      | 1     | 1      |
| Totalt | Totalt       | 18   | 18     | 36    | 72     |